# 塚本素山ビル
塚本素山ビル（つかもとそざんビル）は、東京都中央区銀座四丁目に所在するビルである。施工者塚本總業を設立した塚本素山にその名が由来する。

## 概要
1985年から1987年まで公示地価が銀座で一番だった。バラク・オバマ米大統領が2014年4月23日に来日して、安倍晋三首相と会食に臨んだ寿司屋すきやばし次郎は、このビルの地下で商っている。テナントにはゴルフ関係のものが見える。

## 屋上広告
竣工当初は丸善石油（現:コスモ石油）の看板が設置された。1968年からビクターになった後、1977年からプリマハムとなっている。2019年に20年ぶりに看板がリニューアルされた。従来のネオンサインからLEDに変更され、下部にはLEDビジョンが設置された。

## 基本情報
- 建物別称:嶋屋水野ビル[7]
- 所在地:東京都中央区銀座4丁目2番15号
- 竣工:1960年（昭和35年）6月
- 高さ:9階地下3階[8]　30.990メートル[9]
- 敷地面積:194.57~195.57坪（『電設工業』を出典とする194.57坪の方で642,082㎡）[9]
- 延床面積:9,069㎡[1]
- 建築主:塚本總業
- 設計:三菱地所[9]
- 施工:藤田組（現:フジタ）[9]

## アクセス
駅まで近い。ビルの地下一階は竣工時から地下鉄との連絡通路が設けられている。この通路は、できてすぐ帝都高速度交通営団（現:東京メトロ）に引き渡された。
- JR山手線 有楽町駅 徒歩5分
- 丸ノ内線 銀座駅 徒歩1分
- 日比谷線 銀座駅 徒歩1分
- 銀座線 銀座駅 徒歩1分

## テナント
9Fは社長室、応接室。B3Fは電気室、冷暖房機械室、ポンプ室。
8F
- 塚本總業株式会社
- 塚本不動産株式会社
- 日新興業株式会社
- 株式会社ホテルニューツカモト
- 株式会社源氏山ゴルフ倶楽部

7F
- 一般社団法人日本アルミニウム協会
- 一般社団法人軽金属学会（事務所）
- アルミニウム建築構造協議会
- アルミニウムと健康連絡協議会
- アルミ缶リサイクル協会
- 日本マグネシウム協会旧所在地[12]

6F
- 株式会社ゼウス・エンタープライズ
- 株式会社ゼウス・スマートアプリケーション
- 株式会社L-Golf
- スタジオ・ブライトリング銀座
- ブライトリング・ジャパン株式会社

5F
- 株式会社西銀座デパート
- 株式会社和光エンタープライズ[13]
- 小池貞美税理士事務所
- 五十嵐邦彦税理士事務所
- 銀座税理士法人[14]
- 銀座公認会計士共同事務所
- 株式会社小場事務所

4F
- 株式会社新東通信
- 株式会社ターニング・ポイント
- メイシス株式会社
- 株式会社ブランコ
- 日本サラマンカ大学友の会
- 日本・カタルーニャ友好親善協会

3F
- 塚本商事機械株式会社/東京支店
- 東進建機株式会社※旧 塚本工業
- 東進工業株式会社
- 児玉誉士夫事務所旧所在地[15]
- 財団法人日本国土開発研究所[16]
- 等々力産業旧所在地[17]
- 交風倶楽部旧所在地[18]
- 全国Webカウンセリング協議会

3F/2F
- 山一證券株式会社旧所在地

2F
- 株式会社マイナビ・銀座オフィス
- 株式会社マイナビエージェント/本社
- マイナビスタッフ登録会場
- シンワアートオークション株式会社旧所在地
- 株式会社シンワアートホールディングス旧所在地

2F/1F
- ザ・スーツカンパニー銀座本店

1F
- ABISTE
- 株式会社嶋屋
- 株式会社東海銀行旧所在地
- 海外映画株式会社
- ブレイクストン・カンパニー日本支社
- 株式会社TSCP

B1F
- すきやばし次郎
- 五百住歯科
- 鰻野田岩・株式会社野田岩勝次郎
- 銀座バードランド・有限会社和田企画

B2F
- すきやばし次郎（倉庫）